# Acrocercops tricirrha
Acrocercops tricirrha är en fjärilsart som beskrevs av Edward Meyrick 1935. Acrocercops tricirrha ingår i släktet Acrocercops och familjen styltmalar. Inga underarter finns listade i Catalogue of Life.